# Bucculatrix ptochastis
Bucculatrix ptochastis är en fjärilsart som beskrevs av Edward Meyrick 1893. Bucculatrix ptochastis ingår i släktet Bucculatrix och familjen kronmalar. Inga underarter finns listade i Catalogue of Life.